# Église Saint-Benoît de Saint-Benoît-des-Ondes
L'église Saint-Benoît de Saint-Benoît-des-Ondes est une église des XVIe et XVIIIe siècles située au centre de la commune de Saint-Benoît-des-Ondes, en France.

## Architecture
Les murs sont en granit et le clocher en pierre de taille. Le toit est recouvert d'ardoises.
La nef simple, avec deux chapelles latérales, est terminée par un chevet plat éclairé par deux baies latérales.

## Historique
L'église Saint-Benoît (1785-1803) a été édifiée à l'emplacement d'un édifice qui datait du XIIe siècle. Dédiée à saint Benoît, abbé, dont on faisait jadis la fête patronale le 11 juillet (jour de la translation de ses reliques), l'église était alors « petite, basse, obscure et mal pavée ».
On commença à la reconstruire vers 1785 et elle n'a été achevée qu'en 1803. De l'ancienne église subsiste la pierre d'autel en granit, qui sert de pavement dans l'entrée. La construction du clocher fut terminée en 1815.
Le maître-autel est orné d'un magnifique tableau du XVIIe siècle, copie de la célèbre Cène de Philippe de Champaigne, (1648, conservé au musée du Louvre). Restaurée une première fois en 1874, elle l'a été de nouveau en 1992.
Le cimetière qui entourait l'église fut transformé en square en 1873, la croix de granit érigée en 1713 subsiste sur le côté sud de l'église.

### Mobilier remarquable
- le bénitier d'entrée monumental sur pied en granit avec une tête sculptée
- le tableau La Cène
- le balcon en bois (inaccessible)
- le chœur
- l'ex-voto  Le bateau de pêche Sainte-Marie

### Extérieur de l'église

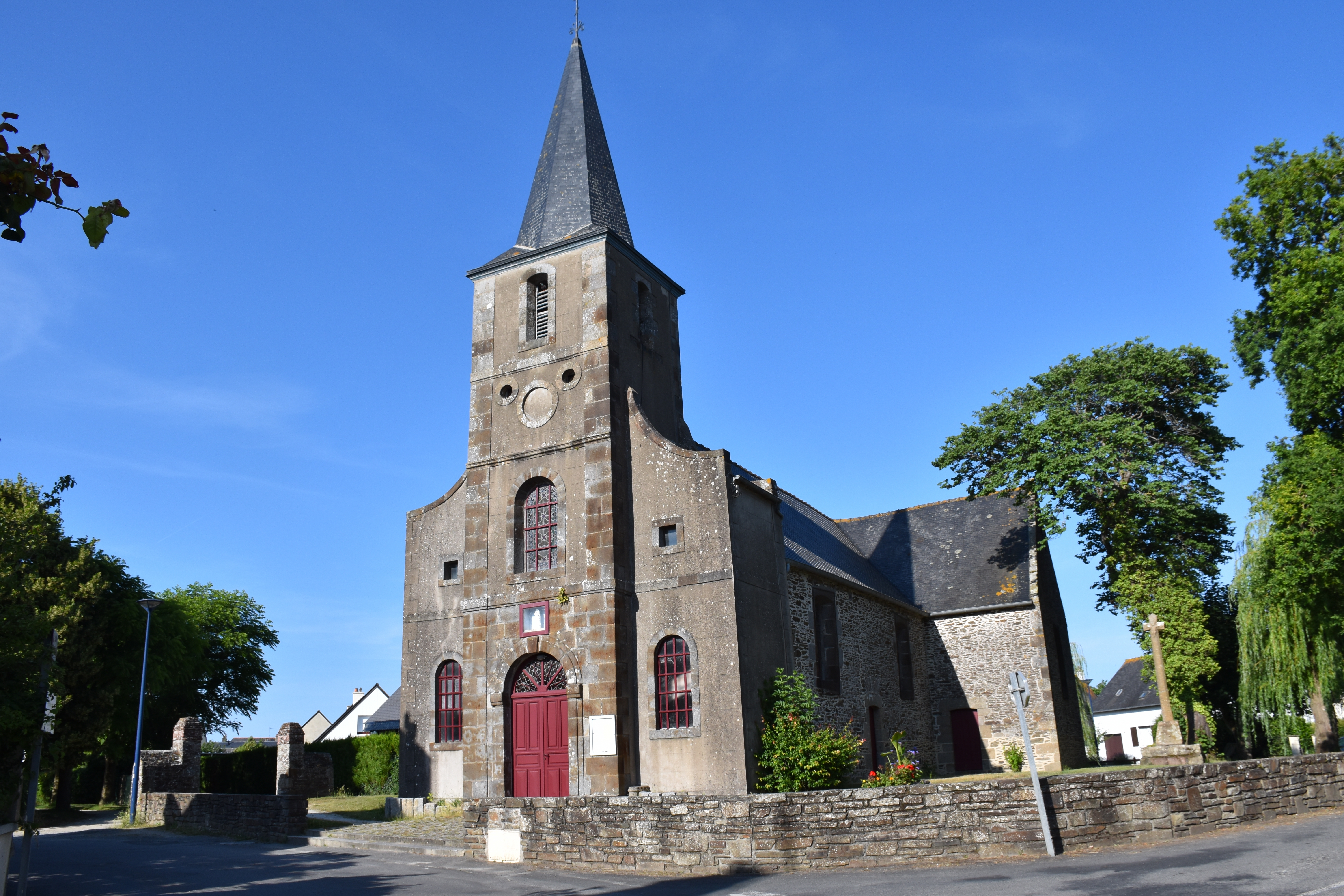
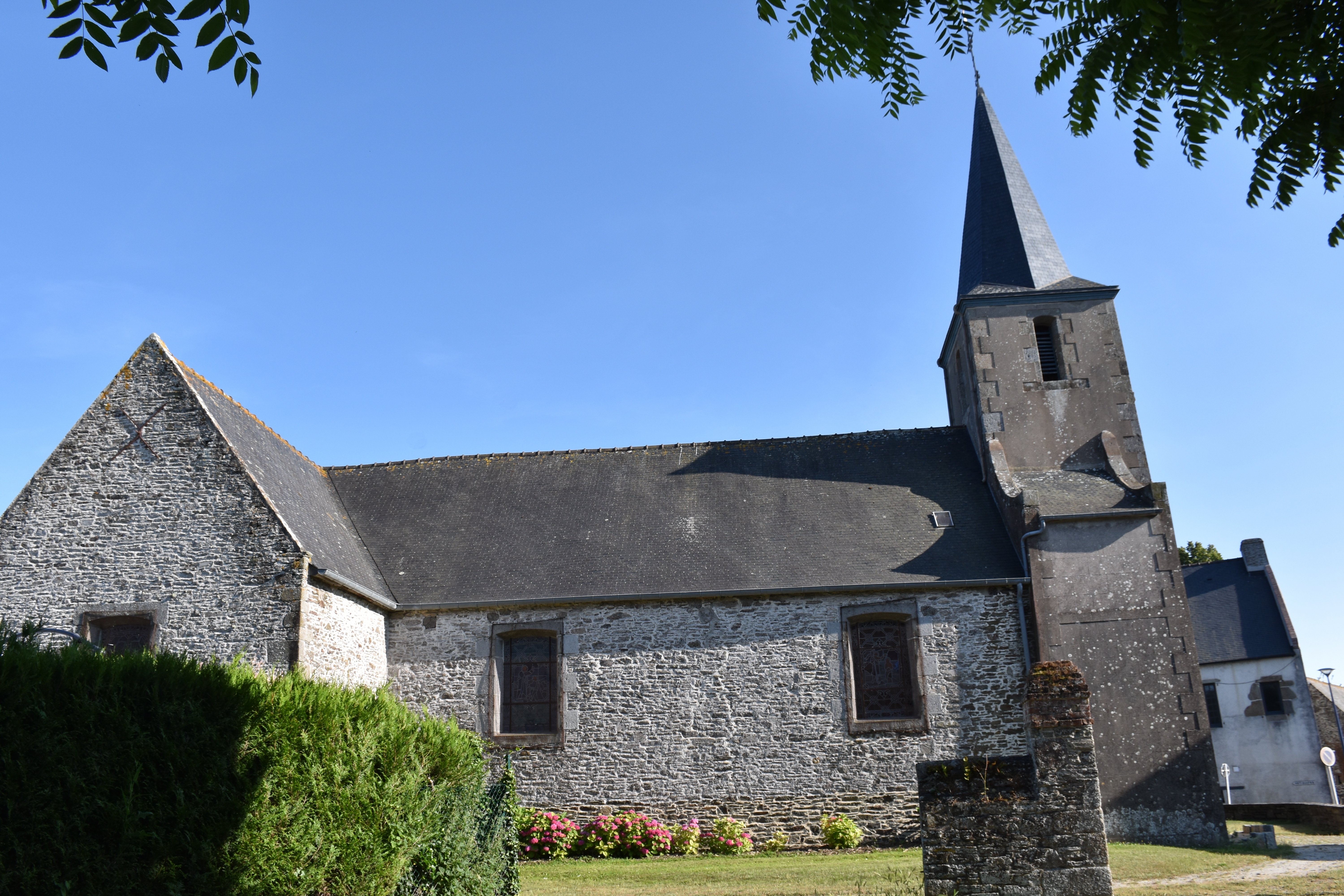
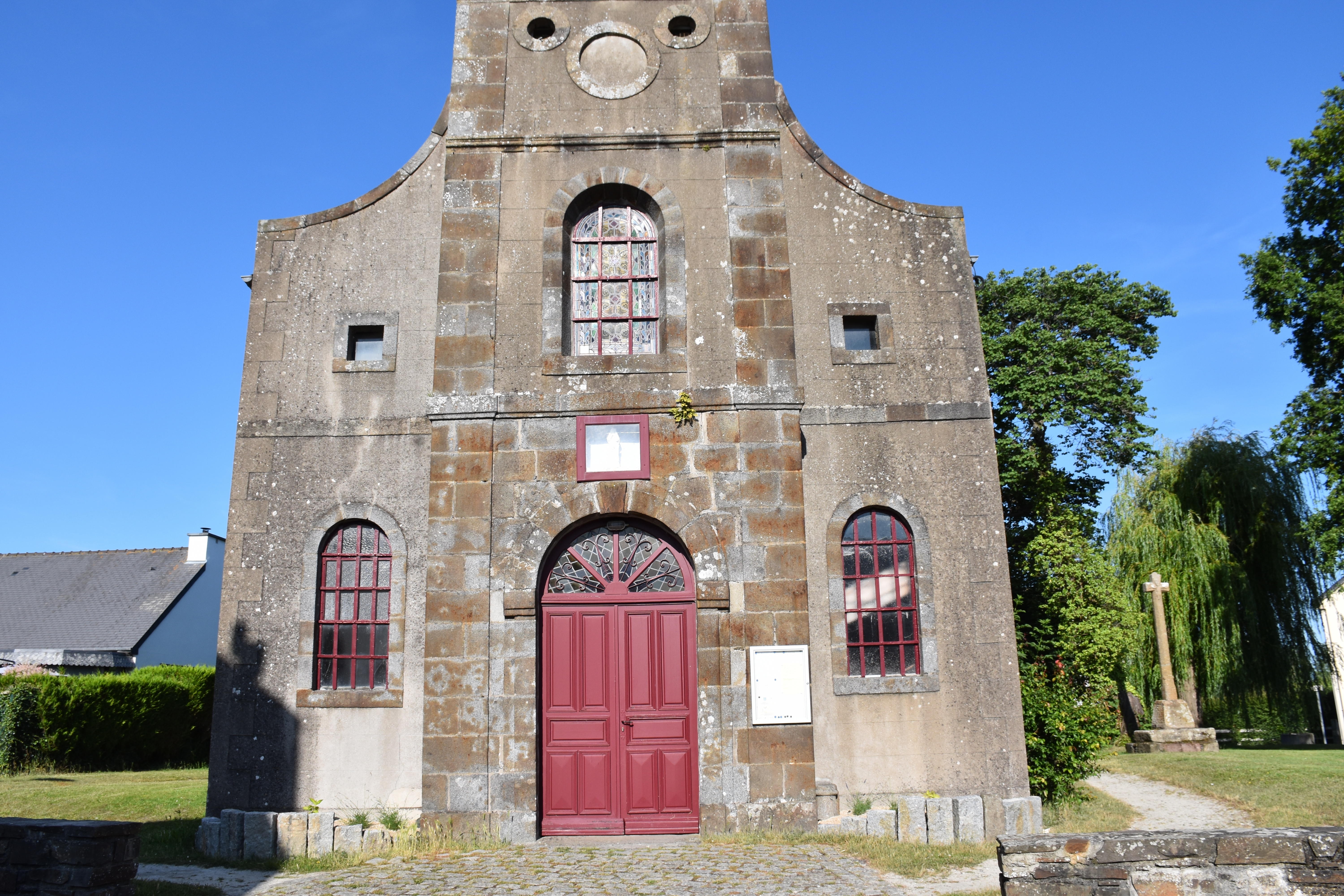
La façade.
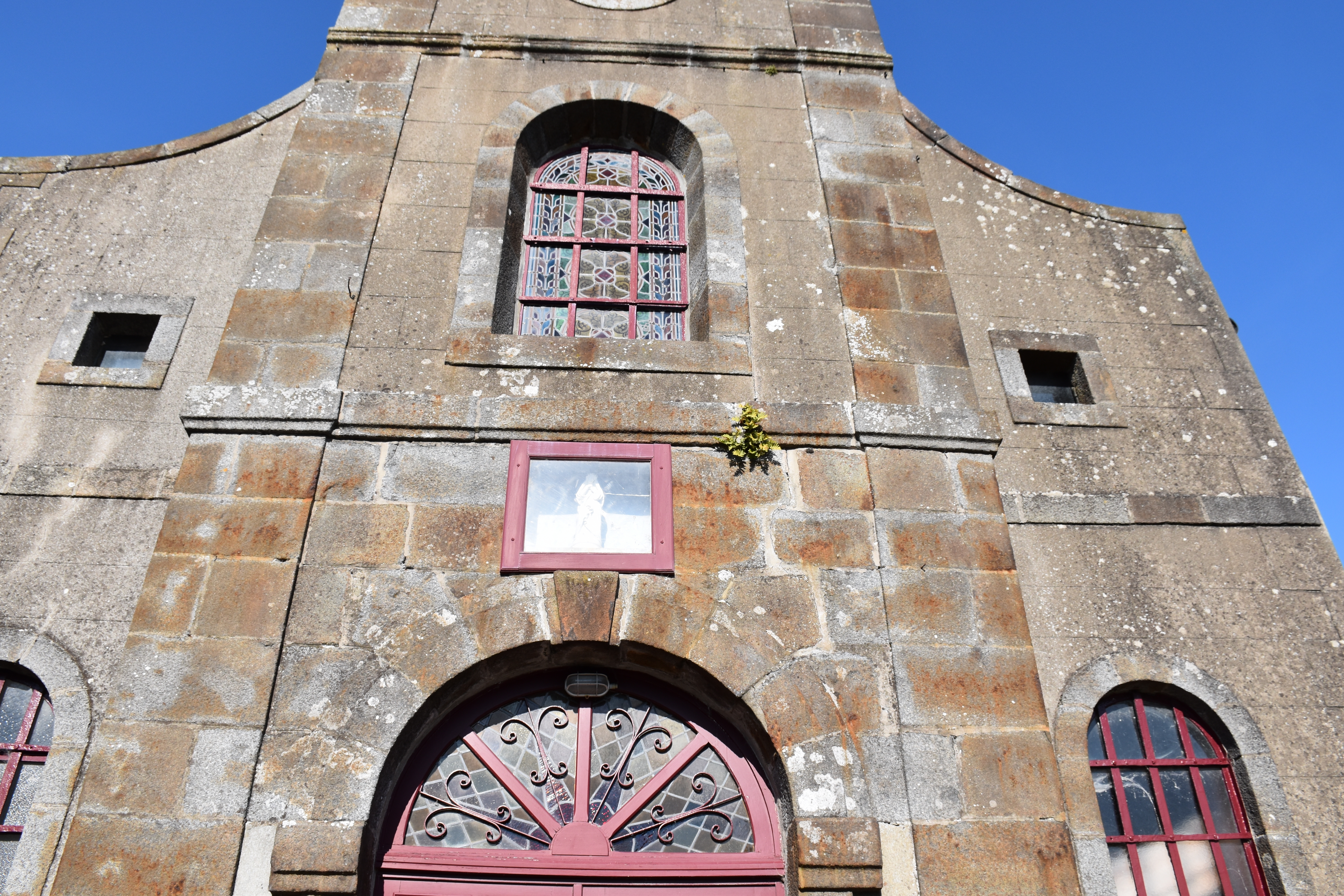
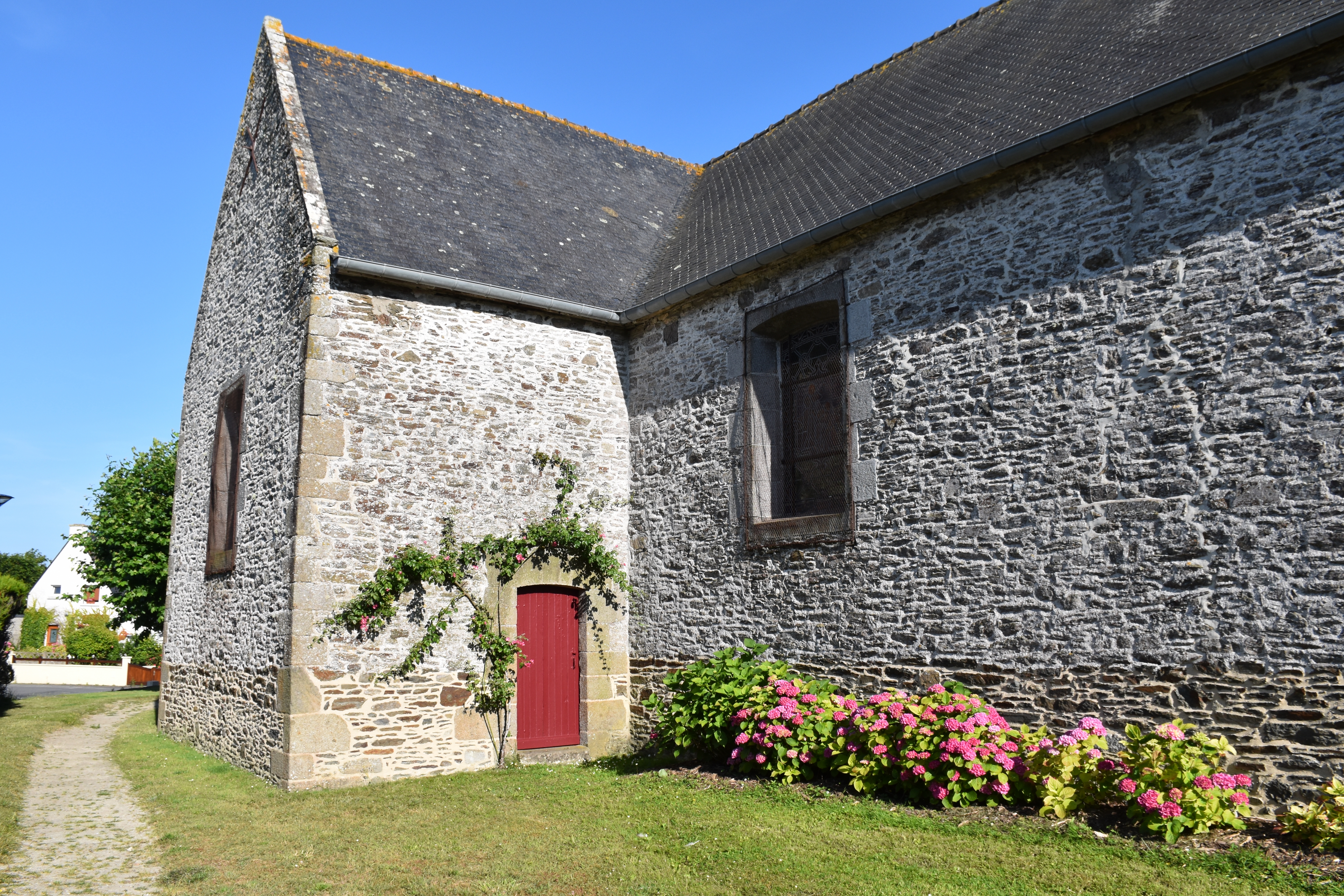
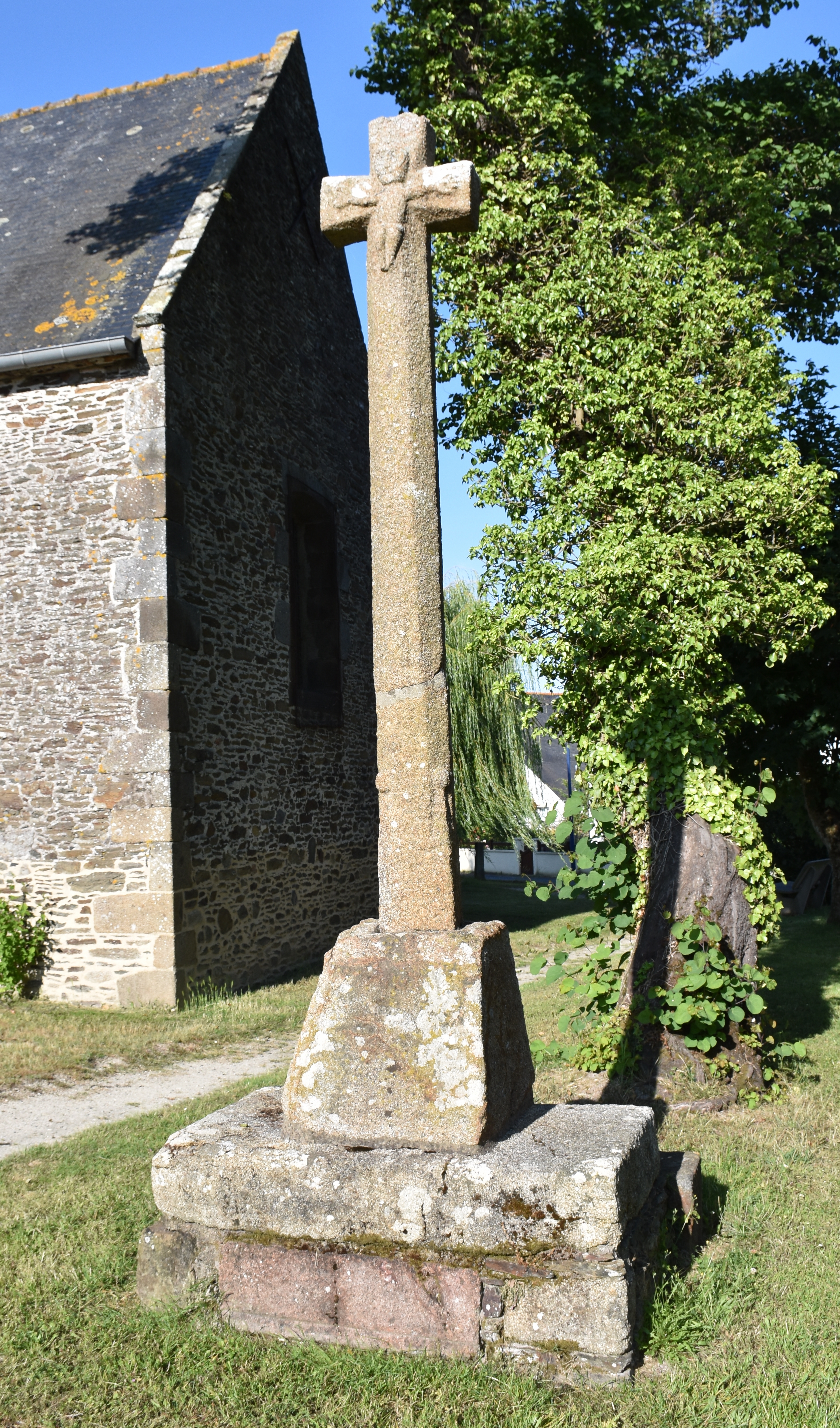
La croix de l'église.

### Intérieur de l'église

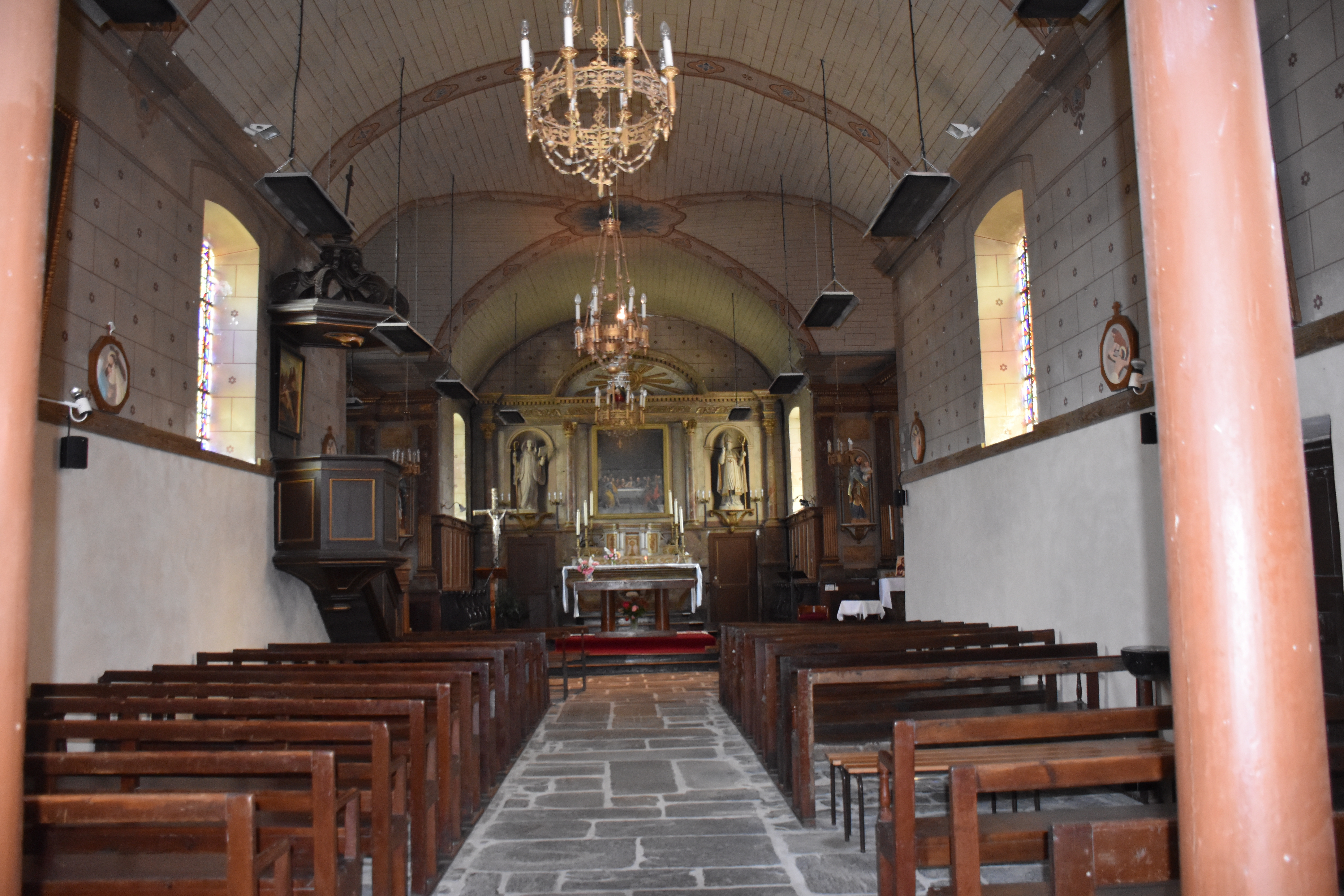
La nef.
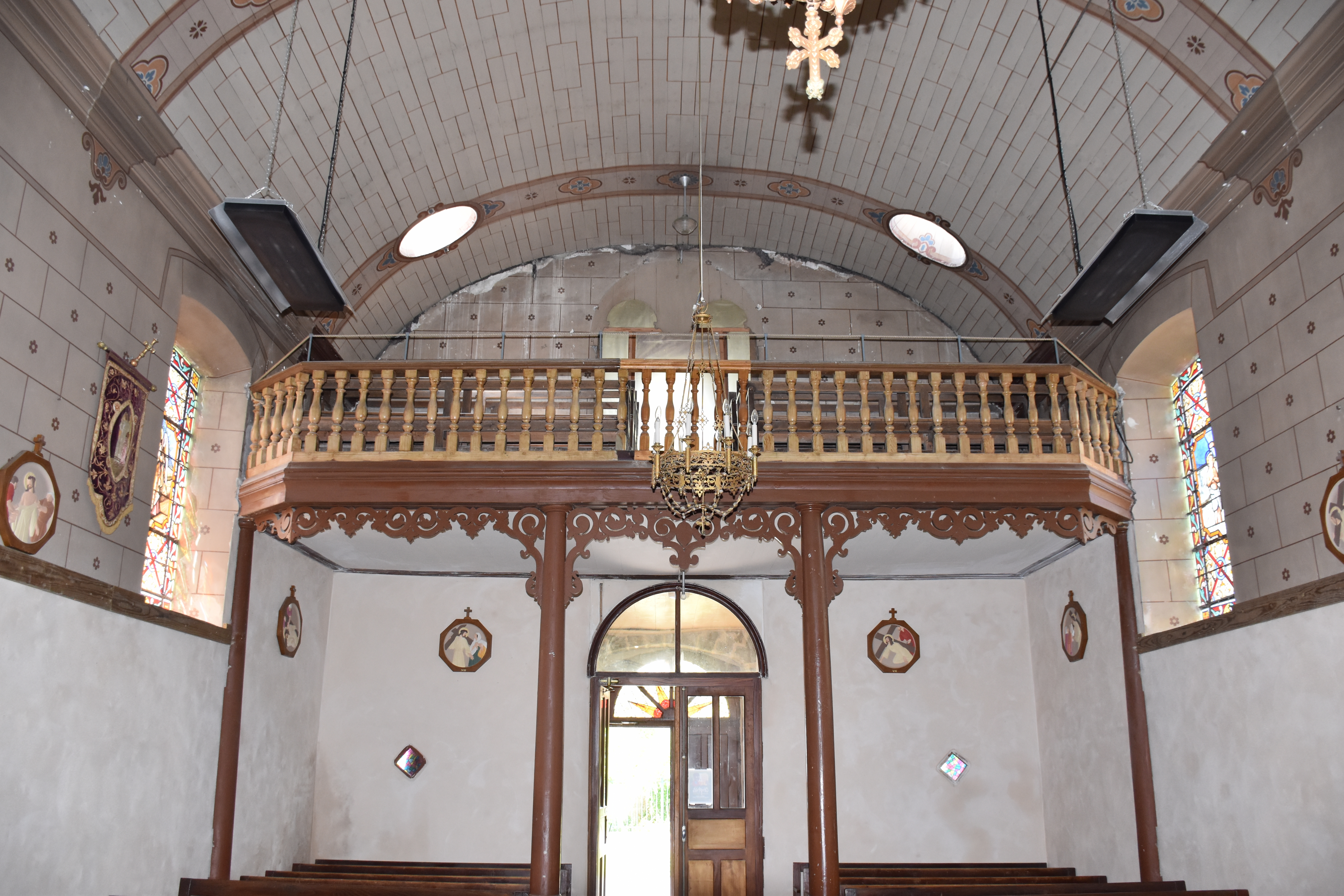
Le balcon.
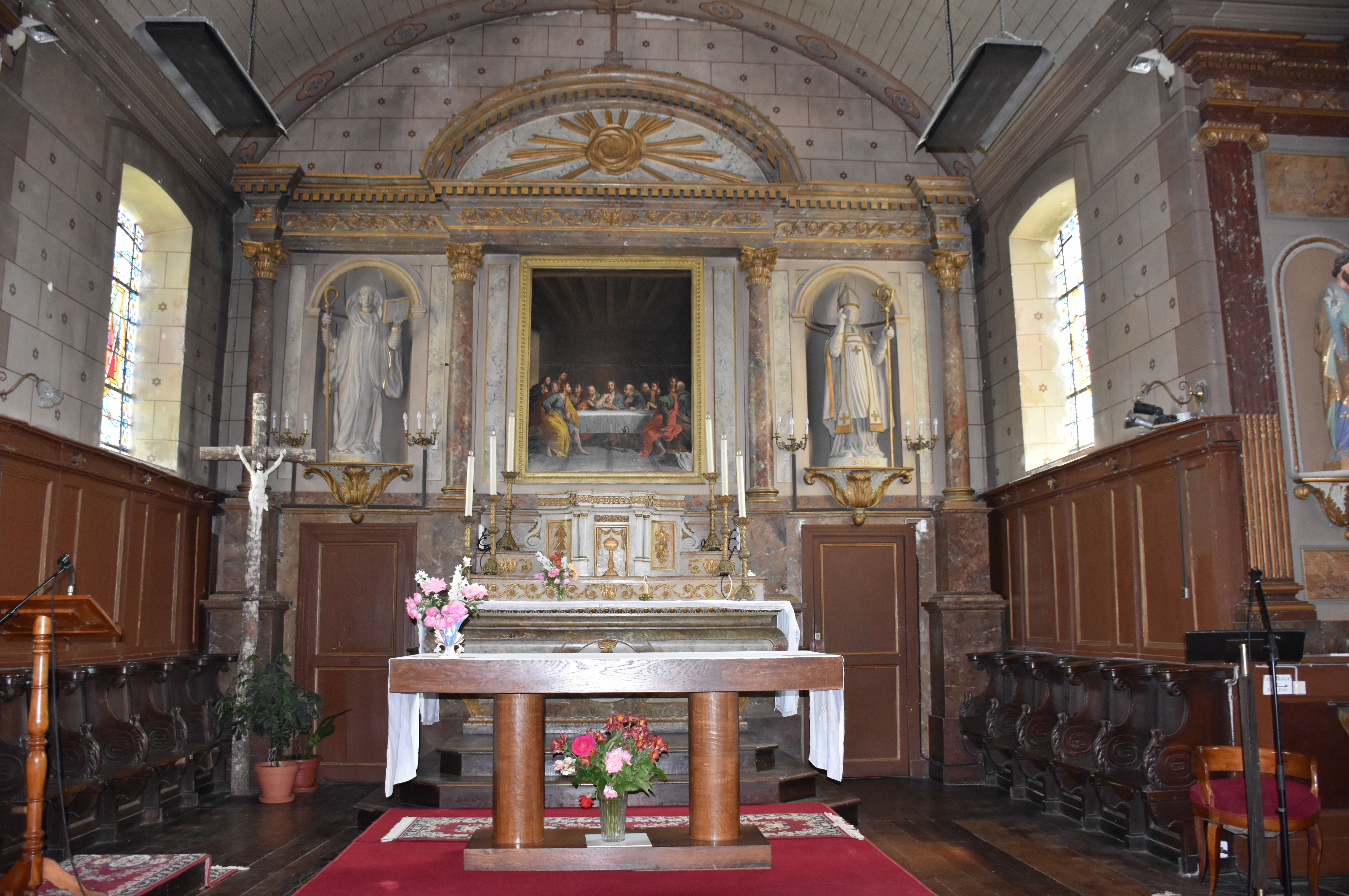
Le choeur.
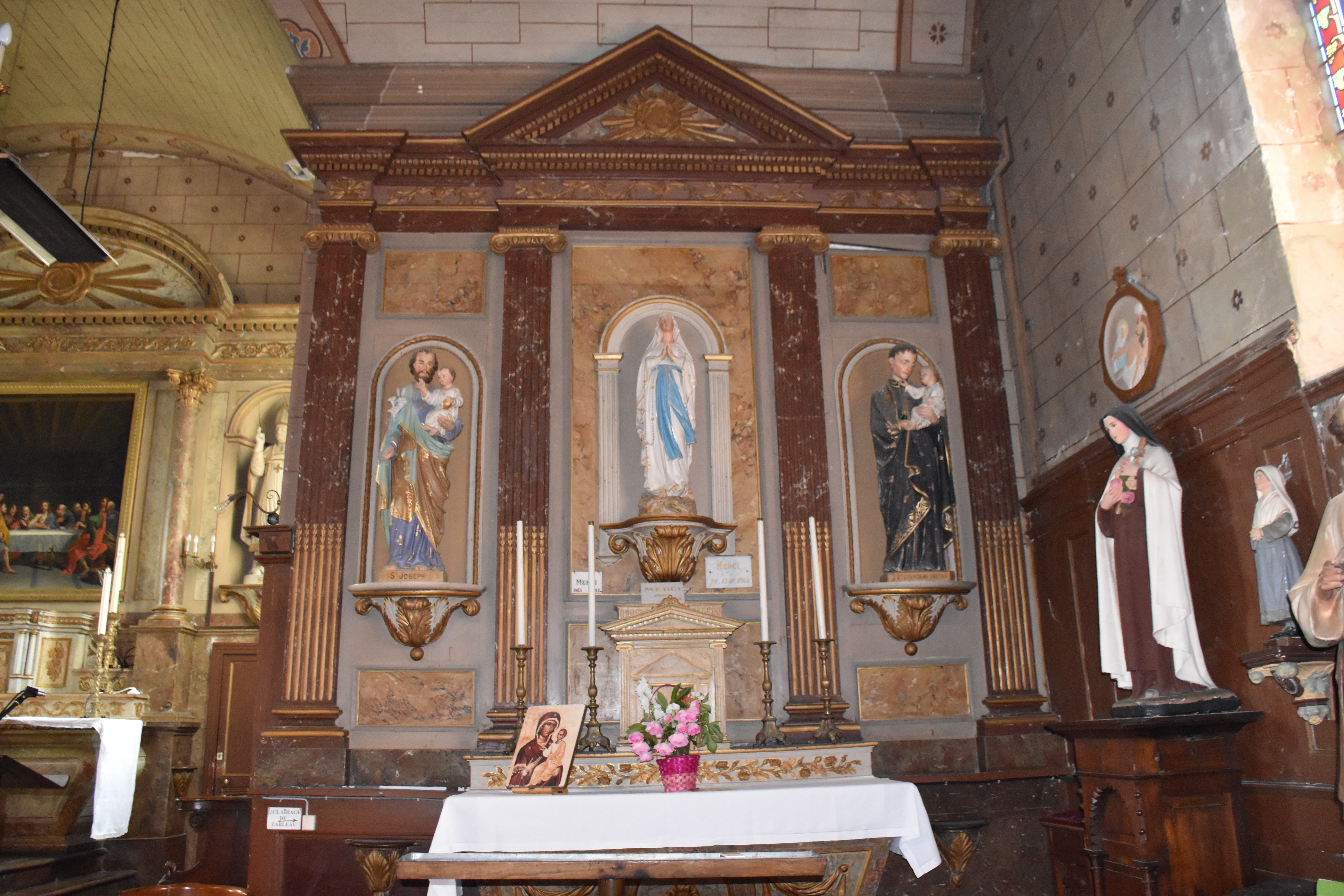
Autel de la Vierge.
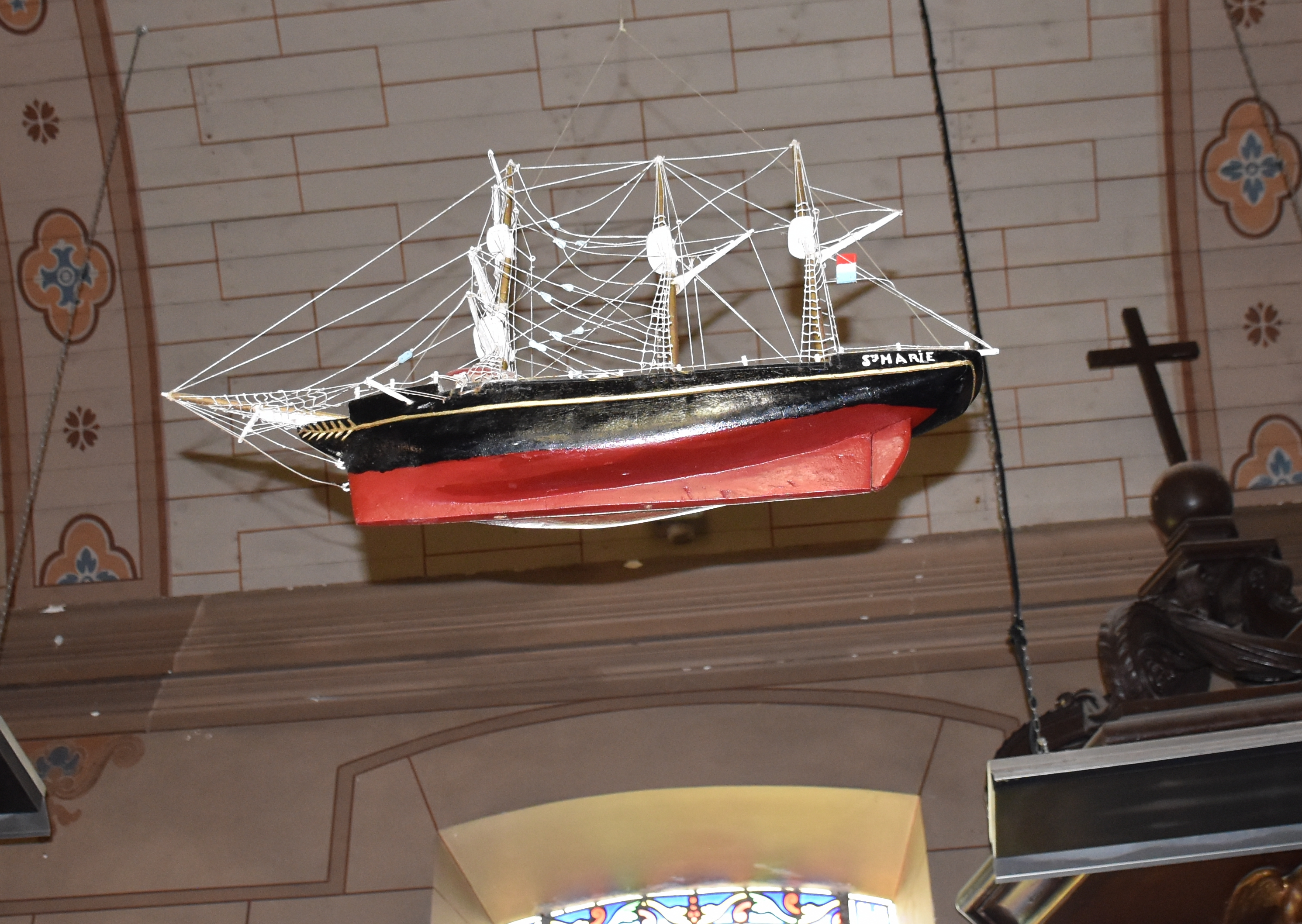
Ex-voto: bateau Sainte-Marie.
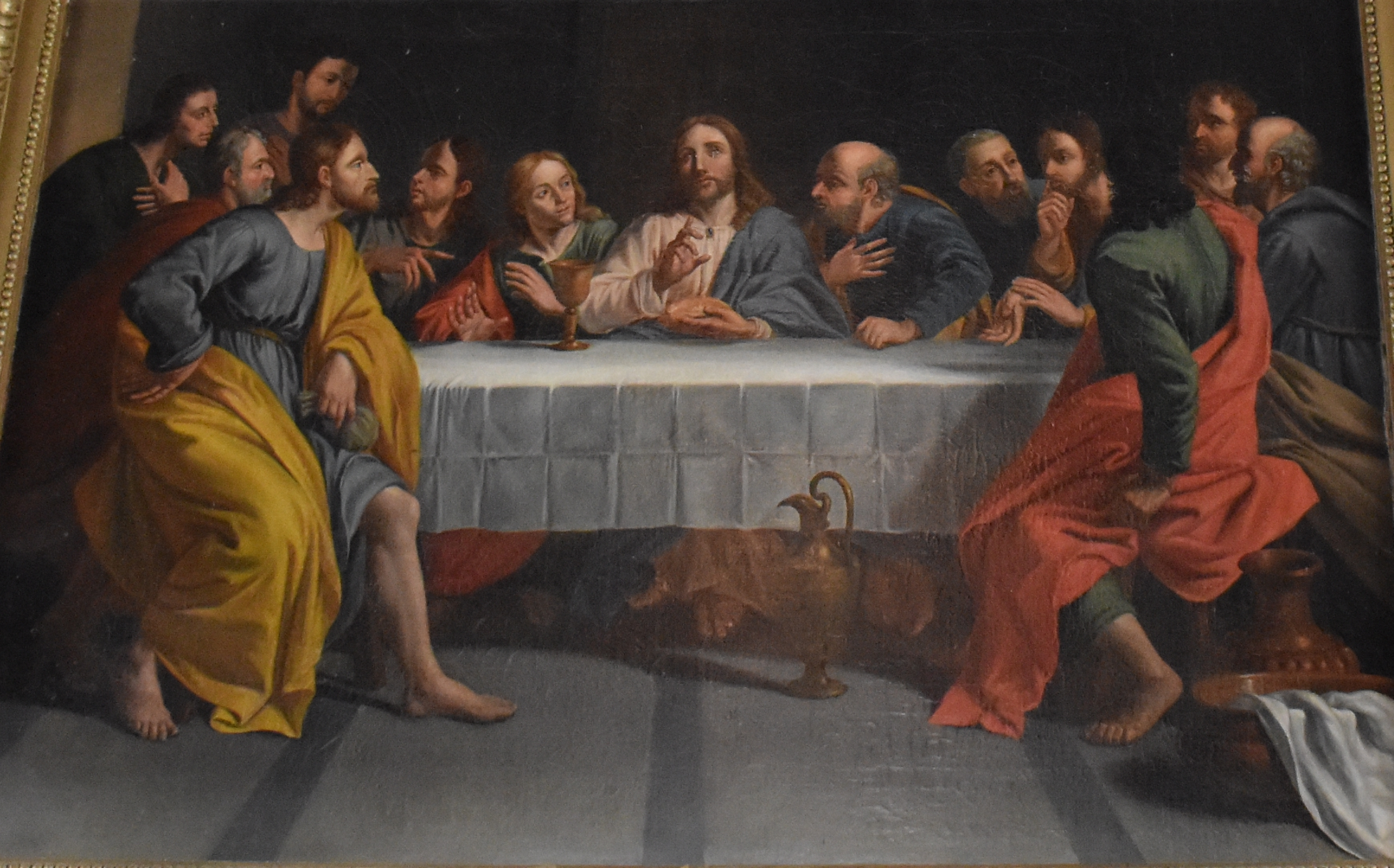
La cène.